# Olivier Latry
Olivier Latry (Boulogne-sur-Mer, 22 febbraio 1962) è un organista e compositore francese.

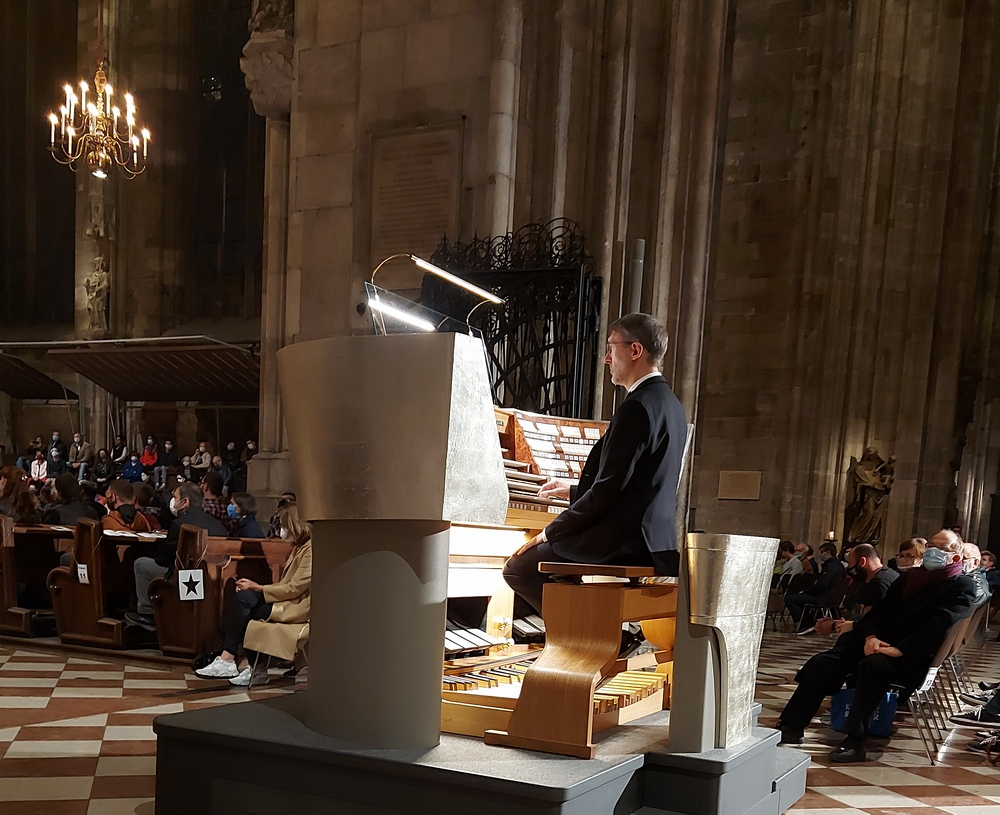
Latry nella cattedrale di Santo Stefano a Vienna (2020)

È organista titolare della cattedrale di Notre-Dame a Parigi assieme a Thierry Escaich e Vincent Dubois.

## Biografia
Allievo di Gaston Litaize, si diploma presso il Conservatorie national de Région di Saint-Maur. Professore d'organo dal 1983 al Conservatorio di Reims, succede al suo Maestro nel 1990 sulla cattedra di Saint-Maur. Dal 1995 al 2024 è, assieme a Michel Bouvard e Thomas Ospital, titolare della cattedra d'organo presso il Conservatoire de Paris. È stato, tra il 1981 e il 1985, organista della cattedrale di Meaux, quindi si aggiudica il concorso per il posto lasciato da Pierre Cochereau al grande organo della cattedrale di Notre-Dame a Parigi.
Acclamatissimo concertista, si esibisce in tutto il mondo come solista. Ha inciso musica sua e di altri importantissimi artisti (Johann Sebastian Bach, Olivier Messiaen, César Franck, Charles-Marie Widor e molti altri) per alcune importanti etichette internazionali come Deutsche Grammophon. È particolarmente apprezzato, tra l'altro, per la sua importante abilità nell'improvvisare all'organo.

## Premi e riconoscimenti
- 2000 Premio della Fondazione Cino e Simone Del Duca.
- 2006 Fellowship Honoris Causa della North and Midlands School of Music.
- 2007 Fellowship Honoris Causa del Royal College of organists.